# Холинский хребет
Холинский хребет — горный хребет на границе Забайкальского края и Бурятии, Россия. На хребте берут начало верховья рек Хола и Конда. Морфоструктурно является продолжением хребта Цаган-Хуртэй.
Хребет начинается на западе, близ горы Худан (1554 м), откуда протягивается сначала в северо-восточном, затем в субширотном направлении до соединения с Осиновым хребтом. Общая протяжённость хребта составляет около 40 км, ширина — до 20 км. Преобладающие высоты находятся на отметке 1200—1300 м, максимальная высота — 1359 м.
Холинский хребет сложен породами преимущественно палеозойских формаций. Преобладает среднегорный рельеф, с некрутыми склонами; в вершинной части сохранились фрагменты исходной поверхности выравнивания. Основной тип ландшафта горная тайга.

## Топографические карты
- Лист карты N-49-XXXV. Масштаб: 1 : 200 000. Указать дату выпуска/состояния местности.
- Лист карты N-49-XXXIV. Масштаб: 1 : 200 000. Указать дату выпуска/состояния местности.